# Erhaoqiao
Erhaoqiao (kinesiska: 二号桥, 二号桥街道) är ett stadsdelsdistrikt i Kina. Det ligger i storstadsområdet Tianjin, i den norra delen av landet, nära eller i stadens centrum. Antalet invånare är 61 547. Befolkningen består av 30 048 kvinnor och 31 499 män. Barn under 15 år utgör 8,0 %, vuxna 15-64 år 79 %, och äldre över 65 år 12,0 %.